# Udo Bentz
Udo Markus Bentz (Rülzheim, 3 de Março de 1967) é um sacerdote católico romano e arcebispo de Paderborn.

## Vida
Udo Bentz concluiu inicialmente de 1986 a 1988 treinamento como banqueiro. Em 1988, ele entrou no seminário em Mainz e estudou teologia e filosofia nas universidades de Mainz e Innsbruck. Em 1994, a consagração do diácono e o estágio de diaconato em Griesheim. O sacramento de ordens sagradas ele recebeu em 1 de Julho de 1995 para a diocese de Mainz pelo bispo Karl Lehmann.
Até 1998, trabalhou como capelão no Propsteipfarrei Dom St. Peter e na paróquia de St. Martin em Worms. Seguiu-se um mandato de quatro anos como secretário pessoal do Bispo de Mainz, Karl Lehmann. Depois de mais estudos, ele foi em 2007, quando Albert Raffelt na Albert-Ludwigs-Universidade de Freiburg, com uma história da teologia dissertação para Dr. Theol. doutorado. Para este trabalho, ele recebeu o Prêmio Karl Rahner em 2008 pela Universidade de Innsbruck. Ele foi pastoralmente na paróquia de São Miguel em Sprendlingen (2002-2004) e na paróquia de São Pedro Canisiusem Mainz-Gonsenheim (2004-2007). De 2007 a 2017 foi Regens do seminário de Mainz. Em 2011, ele foi nomeado pelo Bispo de Mainz para o Conselho de Espiritualidade. Em 2013, Bentz foi eleito presidente da Conferência dos Regentes Alemães, a conferência dos presidentes dos seminários na Alemanha. Desde 2014, ele liderou o seminário para capelães e assistentes pastorais da diocese além do seminário.
Em 15 de julho 2015 nomeado Papa Francis ao bispo titular de Sita e bispo auxiliar em Mainz. Como uma moeda de seu ministério episcopal escolheu Bentz: Praedicare ubique Domino cooperante - pregar em todos os lugares, o Senhor trabalhar com eles (Mc 16,20  UE). A ordenação episcopal deu-lhe o Bispo Diocesano Karl Cardinal Lehmann no domingo, 20 de setembro de 2015, na Catedral de Mainz. Os co-conselheiros foram Karl-Josef Cardinal Raubere o Metropolitano da Província do Alto Reno, o arcebispo Stephan Burger de Freiburg. Nos Conferência Episcopal Alemã , ele é um membro da Comissão para a Igreja Internacional e seu Sub-Comissão para a América Latina (esp. ADVENIAT) ea Comissão da Juventude. Em 27 agosto de 2017, nomeou Bispo Peter Kohlgraf o vigário geral da diocese de Mainz. Em 1 de novembro do mesmo ano, Udo Bentz foi introduzido como capitão residente e é, portanto, membro do capítulo da catedral de Mainz.
Em 9 de dezembro de 2023, foi nomeado Arcebispo de Paderborn pelo Papa Francisco.  Sua instalação ocorreu em 10 de março de 2024 na Catedral de Paderborn. 

## Brasão e lema
Brasão: O brasão dividido mostra no escudo de prata superior três linhas onduladas azuis para simbolizar um rio. O rio é uma imagem bíblica. Qualquer um que confia em Deus é como uma árvore plantada pela água, trazendo frutos ricos (Salmo 1). No livro de Ezequiel, o profeta entrega uma visão na qual ele vê a água que flui do templo. A vida pode crescer em todos os lugares onde o rio flui (Ez 47 EU). O sinal vermelho inferior mostra um leão de São Marcos com um livro aberto e as duas letras gregas A e O. O leão alado é um símbolo do evangelista Marcos, santo padroeiro de Bentz. Sob o brasão da bandeira, o lema do bispo: praedicare ubique Domino cooperante (pregando em todos os lugares o Senhor está envolvido) (Mc 16,20 EU).

## Fonte
- Agora ainda é igreja. Princípios de uma teologia da existência da igreja no trabalho Karl Rahners , (estudos teológicos de Innsbruck Vol. 80), Tyrolia, Innsbruck - Viena 2008, ISBN 978-3-7022-2919-1

## Links da Web
- Cheney, David M. «Bischof» (em inglês). Catholic-Hierarchy.org